# 蒂蒂日記
《蒂蒂日記》，是台灣作家華嚴的長篇浪漫愛情小說，1975年由皇冠出版社首次發行，改編成同名電影於1978年上映，發行商為中央電影事業股份有限公司，由陳耀圻導演，張永祥編劇，並由恬妞 、秦漢、歸亞蕾及郎雄等主演。這部電影獲得臺灣第15届金馬獎的「優等劇情片獎」、「最佳女主角獎」及「最佳女配角獎」。

## 故事大綱
林蒂蒂（恬妞 飾）生於中產家庭，因聰明漂亮及性格開朗，從小萬千寵愛在一身，得到家人和同學的喜愛，令朋友羨慕。
儘管受到很多男生的愛慕，但蒂蒂卻看上了留美歸來、溫文儒雅的中國文學史老師梁教授，但隨著瞭解加深，蒂蒂漸漸發現梁教授並非不吃人間煙火的浪漫才子，而只是一個每日爲柴米油鹽等生活瑣事而奔波勞碌的凡夫俗子，幻想頓時破滅。
在一次偶然機會中，蒂蒂遇上電機系高材生范希軍（秦漢 飾）並被希軍的氣質吸引，兩人約會一段時間後，漸漸進入熱戀。
另方面，英國僑商之子李介安（劉尚謙 飾）鍾情於蒂蒂，常對她熱烈追求，經常大獻殷勤。蒂蒂父親（郎雄 飾）欲成李介安和蒂蒂，對范希軍懷有偏見，范希軍因而變得冷淡和退縮。
一日，蒂蒂參觀李介安的陽明山的家，輕浮的介安對她毛手毛腳，使她極大反感。送蒂蒂回家時，介安賭氣地超速駕駛，結果和貨車相撞，車禍中介安不幸當場死亡，蒂蒂雙腿亦失去知覺，變成半身不遂。被困於輪椅的蒂蒂陷入絕望和自暴自棄，甚至因不想成為家人負累而考慮到自殺。此時范希軍再出現，希軍的真愛和鼓勵，重燃起蒂蒂對生存的希望，幫助她從輪椅站起來。

## 演員表
| 演員   | 角色       | 備註                           |
| 恬妞   | 林蒂蒂     | 聰明漂亮，性格活潑開朗的少女。 |
| 秦漢   | 范希軍     | 電機系高材生。                 |
| 劉尚謙 | 李介安     | 英國僑商之子，熱烈追求蒂蒂。   |
| 郎雄   | 蒂蒂的父親 | 喜歡喝酒，逢喝必醉。           |
| 歸亞蕾 | 蒂蒂的母親 |                                |
| 鄧美芳 | 林薔薔     | 蒂蒂的姊姊，嫻靜乖巧。         |

## 獲獎
1978年，在第15届金馬獎中被提名五項獎項，最後獲得三項大獎，包括：「優等劇情片獎」、「最佳女主角獎」（恬妞）及「最佳女配角獎」（歸亞蕾）。
1979年，獲第16届巴拿馬國際電影節「最佳女主角獎」（恬妞）。